# Ceva sinistru sosește (film)
Something Wicked This Way Comes  este un film Disney american fantastic și de groază din 1983 regizat de Jack Clayton. Rolurile principale au fost interpretate de actorii Jonathan Pryce, Jason Robards. Scenariul se bazează pe un roman omonim de Ray Bradbury, titlul romanului fiind o replică din Actul IV al tragediei lui William Shakespeare, Macbeth.

## Distribuție
- Jason Robards - Charles Halloway
- Jonathan Pryce - Mr. Dark
- Vidal Peterson - Will Halloway
- Shawn Carson - Jim Nightshade
- Ellen Geer - Mrs. Halloway
- Diane Ladd - Mrs. Nightshade
- Royal Dano - Tom Fury
- Pam Grier - the Dust Witch
- Mary Grace Canfield - Miss Foley
- Bruce M. Fischer - Mr. Cooger
- Arthur Hill - Narator